# Hans Strååt
Hans Olof Strååt, född 17 oktober 1917 i Stockholm, död 26 januari 1991 på Lidingö, var en svensk skådespelare. Han var son till konstnären Hjalmar Strååt.

## Biografi

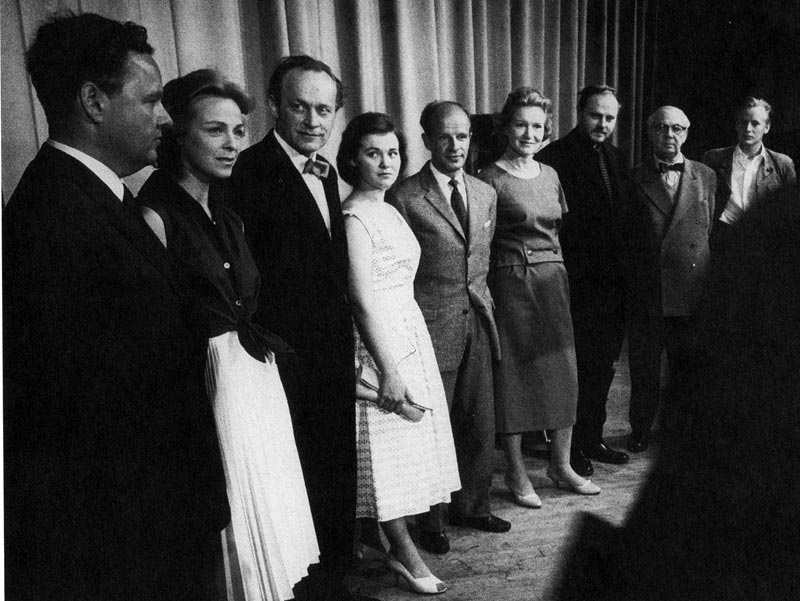
Strååt (tredje från vänster) tillsammans med TV-teaterensemblen säsongen 1958/1959.

Under gymnasietiden var Strååt intresserad av att skriva poesi och måla. Han studerade vid Gösta Terserus och Axel Witzanskys teaterskolor 1939–1940 och vid Dramatens elevskola 1940–1943. Efter genomförda studier engagerades han vid Dramaten fram till 1951 och därefter vid Upsala Stadsteater fram till 1956 för att sedan åter engageras vid Dramaten. Där gjorde han sin sista roll 1988 i Din stund på jorden, en pjäs han också regisserade. Han är en av Dramatens flitigaste aktörer med ungefär 150 scenroller. Vid sidan av detta var han också verksam inom den tidiga TV-teatern, där han hade roller i bland andra Midsommardröm i fattighuset (1959), Spatserkäppen (1959) och Porträtt av jägare (1959).
Han filmdebuterade 1941 i Gustaf Molanders Den ljusnande framtid och kom att medverka i drygt 50 film- och TV-produktioner. På film fick han företrädesvis agera i biroller, ofta sympatiska karaktärer. Bland hans betydande roller finns de som frälsningssoldat i Anna Lans (1943), som lärare i Kvarterets olycksfågel (1947) och återigen som frälsningssoldat i Stora Hoparegränd och himmelriket (1949).
Han tilldelades Teaterförbundets Gösta Ekman-stipendium 1954 och O'Neill-stipendiet 1987.
Han var gift från 1949 med skådespelerskan Marianne Karlbeck och var far till skådespelerskan Jannika Strååt.

## Filmografi i urval
- 1941 – Den ljusnande framtid
- 1941 – Snapphanar
- 1942 – General von Döbeln
- 1942 – Rid i natt!
- 1943 – Kungsgatan
- 1944 – En dag skall gry
- 1944 – Appassionata
- 1947 – Nattvaktens hustru
- 1947 – Kvarterets olycksfågel
- 1948 – Hamnstad
- 1948 – Loffe på luffen
- 1950 – Hjärter knekt
- 1952 – Möte med livet
- 1954 – Gud Fader och tattaren
- 1954 – Herr Arnes penningar
- 1955 – Mord, lilla vän
- 1955 – Enhörningen
- 1955 – Sommarnattens leende
- 1955 – Flicka i kasern
- 1956 – Blånande hav
- 1956 – Rätten att älska
- 1956 – Flamman
- 1956 – Ett dockhem
- 1956 – Tarps Elin
- 1956 – Det är aldrig för sent
- 1957 – Vägen genom Skå
- 1957 – Med glorian på sned
- 1957 – Värmlänningarna
- 1957 – Arken
- 1958 – Jazzgossen
- 1958 – Fröken April
- 1959 – Det var en annan historia (TV-teater)
- 1959 – Med mord i bagaget
- 1959 – Mälarpirater
- 1964 – Älskande par
- 1968 – Vindingevals
- 1969 – Bokhandlaren som slutade bada
- 1969 – Friställd (TV-serie)
- 1969 – Skottet
- 1978 – Hedebyborna (TV-serie)
- 1982 – Fanny och Alexander
- 1983 – Raskenstam
- 1984 – Två solkiga blondiner
- 1986 – Älska mej
- 1987 – Nionde kompaniet

## Teater

### Roller (ej komplett)
| År   | Roll                                       | Produktion                                                                       | Regi               | Teater                   |
| ---- | ------------------------------------------ | -------------------------------------------------------------------------------- | ------------------ | ------------------------ |
| 1942 | Steve Eldridge                             | Ut till fåglarna (George Washington Slept Here) George S. Kaufman och Moss Hart  | Alf Sjöberg        | Dramaten                 |
| 1943 | Biskopen                                   | Kungen (Le Roi) Robert de Flers, Emmanuel Arène och Gaston Arman de Caillavet    | Rune Carlsten      | Dramaten                 |
| 1945 | Kulturminister Weenink                     | Ödestimmen Hjalmar Söderberg                                                     | Rune Carlsten      | Dramaten                 |
| 1948 | Herr Lebonze                               | En vildfågel (La Sauvage) Jean Anouilh                                           | Rune Carlsten      | Dramaten                 |
| 1949 | Biff                                       | En handelsresandes död (Death of a Salesman) Arthur Miller                       | Alf Sjöberg        | Dramaten                 |
| 1949 | Lord Percy, greve av Northumberland        | En dag av tusen (Anne of the Thousand Days) Maxwell Anderson                     | Olof Molander      | Dramaten                 |
| 1950 | Professorn                                 | Tokiga grevinnan (La folle de chaillot) Jean Giraudoux                           | Olof Molander      | Dramaten                 |
| 1950 | Patron                                     | Chéri Colette                                                                    | Mimi Pollak        | Dramaten                 |
| 1950 | Nils Gyllenstierna                         | Erik XIV August Strindberg                                                       | Alf Sjöberg        | Dramaten                 |
| 1951 | Förevisaren                                | Amorina Carl Jonas Love Almqvist                                                 | Alf Sjöberg        | Dramaten                 |
| 1955 | Överste Purdy                              | Thehuset Augustimånen (The Teahouse of the August Moon) John Patrick             | Palle Granditsky   | Upsala-Gävle stadsteater |
| 1955 |                                            | Judas (Un nommé Judas) Claude-André Puget och Pierre Bost                        | Lars Barringer     | Upsala-Gävle stadsteater |
| 1956 | Otto Frank                                 | Anne Franks dagbok (The Diary of Anne Frank) Frances Goodrich och Albert Hackett | Olof Molander      | Intiman                  |
| 1957 | Jago                                       | Othello William Shakespeare                                                      | Börje Mellvig      | Riksteatern              |
| 1957 | Advokaten                                  | Domaren Vilhelm Moberg                                                           | Per-Axel Branner   | Intiman                  |
| 1960 | Förste skådespelaren Kungen i pantomimen   | Hamlet William Shakespeare                                                       | Alf Sjöberg        | Dramaten                 |
| 1960 | Fabrikör Åvik                              | Kvartetten som sprängdes Birger Sjöberg                                          | Åke Falck          | Skansens friluftsteater  |
| 1961 | Filip, kung av Frankrike Melun             | Kung John (The Life and Death of King John) William Shakespeare                  | Alf Sjöberg        | Dramaten                 |
| 1961 | Medvedjenko                                | Måsen (Чайка, Tjajka) Anton Tjechov                                              | Ingmar Bergman     | Dramaten                 |
| 1961 |                                            | Stolarna (Les Chaises) Eugène Ionesco                                            | Alf Sjöberg        | Dramaten                 |
| 1961 | Juan, Yermas man                           | Yerma Federico García Lorca                                                      | Bengt Ekerot       | Dramaten                 |
| 1962 | Senor Panetta                              | Resan (Le voyage) Georges Schehadé                                               | Alf Sjöberg        | Dramaten                 |
| 1964 | Medverkande                                | Å vilket härligt krig (Oh, what a lovely war) Charles Chilton                    | Jackie Söderman    | Dramaten                 |
| 1965 | Don Carlos                                 | Don Juan (Dom Juan ou Le Festin de pierre) Molière                               | Ingmar Bergman     | Dramaten                 |
| 1965 | Den gamle översten Fältherren              | Mutter Courage (Mutter Courage und ihre Kinder) Bertolt Brecht                   | Alf Sjöberg        | Dramaten                 |
| 1968 | Descartes Azzolino                         | Christina Lars Forssell                                                          | Frank Sundström    | Stockholms stadsteater   |
| 1975 | Medverkande                                | Staden spelar upp! Carl Zetterström                                              | Lars Amble         | Dramaten                 |
| 1980 | Foxwell J. Sly                             | Rävspel (Sly Fox) Larry Gelbart                                                  | Per Möller-Nielsen | Helsingborgs stadsteater |
| 1983 | Sorin                                      | Måsen (Чайка, Tjajka) Anton Tjechov                                              | Gunnel Lindblom    | Dramaten                 |
| 1988 | Stepan Lichodejev Sokov Förste författaren | Mästaren och Margarita (Мастер и Маргарита, Master i Margarita) Michail Bulgakov | Jurij Ljubimov     | Dramaten                 |

### Regi
| År   | Produktion                          | Upphovsmän    | Teater       |
| ---- | ----------------------------------- | ------------- | ------------ |
| 1959 | Angeläget ärende Errand for Bernice | Jacques Deval | Bygdeteatern |

## Radioteater

### Roller
| År   | Roll                      | Produktion                                 | Regi             |
| ---- | ------------------------- | ------------------------------------------ | ---------------- |
| 1948 | Jamanot, poliskommissarie | Vi skiljas Victorien Sardou                | Rune Carlsten    |
| 1948 | Marcus Antonius           | Antonius och Kleopatra William Shakespeare | Alf Sjöberg      |
| 1950 | Till                      | Det hemliga rummet Nigel Balchin           | Henrik Dyfverman |
| 1959 | Bajan                     | Vägglusen Vladimir Majakovskij             | Staffan Aspelin  |
| 1960 | Prästen                   | Jons födelsedag Inge Johansson             | Helge Hagerman   |
| 1960 | Åvik                      | Kvartetten som sprängdes Birger Sjöberg    | Åke Falck        |

## Radioteater
| År   | Roll                             | Produktion                                                 | Regi        |
| ---- | -------------------------------- | ---------------------------------------------------------- | ----------- |
| 1952 | Pensionatsvärden Torkel Lammberg | Hillmans semester: Som man ropar i skogen... Folke Mellvig | Lars Madsén |

### Fotnoter
1. 1 2 3 4 5  ”Hans Strååt”. Svensk Filmdatabas. http://sfi.se/sv/svensk-filmdatabas/Item/?type=PERSON&itemid=60991&iv=OVERVIEW. Läst 18 augusti 2012.
2. ↑  Barbro Hähnel (9 oktober 1955). ”Tehuset i Uppsala”. Dagens Nyheter:  s. 11. http://arkivet.dn.se/arkivet/tidning/1955-09-10/245/11. Läst 22 augusti 2015.
3. ↑  S. B-l (10 december 1955). ”Judasdrama i Uppsala”. Dagens Nyheter:  s. 17. https://arkivet.dn.se/tidning/1955-12-10/335/17. Läst 29 januari 2022.
4. ↑  S. B-l (27 oktober 1956). ”Anne Frank i Stockholm”. Dagens Nyheter:  s. 16. http://arkivet.dn.se/tidning/1956-10-27/293/16. Läst 5 augusti 2017.
5. ↑  ”Riksteatern ger ny Millerpjäs”. Dagens Nyheter:  s. 12. 4 januari 1957. https://arkivet.dn.se/tidning/1957-01-04/3/12. Läst 26 maj 2018.
6. ↑  Ebbe Linde (28 december 1957). ”Vilhelm Mobergs 'Domaren'”. Dagens Nyheter:  s. 8. http://arkivet.dn.se/tidning/1957-12-28/352/8. Läst 15 mars 2017.
7. ↑  S B-l (23 juni 1960). ”Kvartetten som sprängdes”. Dagens Nyheter:  s. 14. http://arkivet.dn.se/arkivet/tidning/1960-06-23/168/14. Läst 21 januari 2016.
8. ↑  ”Måsen”. Stiftelsen Ingmar Bergman. http://ingmarbergman.se/verk/måsen. Läst 19 oktober 2015.
9. ↑  ”Don Juan”. Stiftelsen Ingmar Bergman. http://ingmarbergman.se/verk/don-juan-0. Läst 21 oktober 2015.
10. ↑  Ruth Halldén (14 maj 1980). ”Usel personinstruktion”. Dagens Nyheter:  s. 20. https://arkivet.dn.se/tidning/1980-05-14/131/20. Läst 16 juni 2018.
11. ↑  Barbro Hähnel (16 februari 1959). ”Devalpjäs hos Bygdeteatern”. Dagens Nyheter:  s. 14. https://arkivet.dn.se/tidning/1959-02-16/45/14. Läst 27 december 2021.
12. ↑  ”Radioprogrammet”. Dagens Nyheter:  s. 24. 14 november 1948. https://arkivet.dn.se/tidning/1948-11-14/310/24. Läst 19 december 2021.
13. ↑  ”Radioprogrammet”. Dagens Nyheter:  s. 22. 31 december 1948. https://arkivet.dn.se/tidning/1948-12-31/355/22. Läst 3 juni 2018.
14. ↑  ”Radioprogrammet”. Dagens Nyheter:  s. 30. 30 mars 1950. https://arkivet.dn.se/tidning/1950-03-30/86/30. Läst 19 december 2021.
15. ↑  ”Radioprogrammet”. Dagens Nyheter:  s. 38. 15 januari 1959. http://arkivet.dn.se/arkivet/tidning/1959-01-15/13/37. Läst 18 mars 2016.
16. ↑  ”TV och radio”. Dagens Nyheter:  s. 31. 19 november 1960. http://arkivet.dn.se/arkivet/tidning/1960-11-19/315/31. Läst 18 mars 2016.
17. ↑  ”TV och radio”. Dagens Nyheter:  s. 27. 24 december 1960. http://arkivet.dn.se/arkivet/tidning/1960-12-24/350/27. Läst 18 mars 2016.
18. ↑  ”Radioprogrammet”. Dagens Nyheter:  s. 18. 20 september 1952. https://arkivet.dn.se/tidning/1952-09-20/256/20. Läst 19 december 2021.